# Шульга Вероніка Михайлівна
Вероніка Михайлівна Шульга (нар. 27 лютого 1981) — українська футболістка, воротар клубу «Житлобуд-1».

## Клубна кар'єра
Футбольну кар'єру розпочала в 1994 році в складі чернігівської «Легенди». У 1999 році виїхала до Росії, де виступала в наступних клубах: «Енергія» (Воронеж), «Рязань-ВДВ», «Лада» (Тольятті), «Енергія» (Кисловодськ) та ЦСК ВВС (Самара). У 2005 році повернулася до України, де протягом року виступала в харківському «Арсеналі». 
Наступного року знову виїхала до Росії. Виступала в клубах «Спартак» (Москва) та «Надія» (Ногінськ). У 2009 році підписала контракт з «Ізмайлово», за який дебютувала 7 травня 2009 року в переможному (1:0) домашньому поєдинку чемпіонату Росії проти воронезької «Енергії». Вероніка вийшла на поле в стартовому складі та відіграла увесь матч. У команді відіграла один сезон, зіграла 6 матчів у чемпіонаті Росії. У 2010 році перейшла до клубу «Рязань-ВДВ». У новій команді дебютувала 17 квітня 2010 року в переможному (5:1) домашньому поєдинку 1-о туру чемпіонату Росії проти «УОР-Зірки». Шульга вийшла на поле в стартовому складі, а на 82-й хвилині її замінила Світлана Байкіна. У команді була основним воротарем, зіграла 23 матчі в чемпіонаті Росії, проте по завершенні сезону залишила команду та повернулася до «Енергії». Дебютувала за воронезький колектив 19 квітня 2011 року в переможному (1:0) домашньому поєдинку 1-о туру чемпіонату Росії проти «Зоркого». Вероніка вийшла на поле в стартовому складі та відіграла увесь матч. У складі «Енергії» також була основною гравчинею, зіграла 24 матчі в чемпіонаті Росії, в 23-х з яких виходила на поле в стартовому складі. Проте наступного року повернулася до «Рязані-ВДВ». Після свого повернення дебютувала за рязанський колектив 23 серпня 2012 року в переможному (4:0) виїзному поєдинку 1-о туру Вищої ліги проти азовської «Дончанки». Шульга вийшла на поле в стартовому складі та відіграла увесь матч. У 2013 році допомогла команді виграти чемпіонат Росії, а наступного року — національний кубок. У рязанському колективі провела три сезони, зіграла 43 матчі в чемпіонаті Росії.
Потім повернулася до України, де піписала контракт з «Житлобудом-1». Разом з харківським клубом ставала переможницею та дворазовою срібною призеркою чемпіонату України, також двічі вигравала кубку України.

## Кар'єра в збірній
З 1998 по 2007 рік захищала кольори національної збірної України.

## Досягнення
«Рязань-ВДВ»
- Чемпіонат Росії
  -  Чемпіон (1): 2013

- Кубок Росії
  -  Володар (1): 2014

«Житлобуд-1»
- Чемпіонат України
  -  Чемпіон (1): 2017/18
  -  Срібний призер (2): 2016, 2017

- Кубок України
  -  Володар (2): 2016, 2018